# 風之歌
風之歌，是日本純種競賽馬匹。生涯活躍於長途賽事，曾於2006年勝出菊花賞。

## 出賽前
2003年2月20日出身於北海道追分町（今安平町）追分牧場，成長途中於一口馬主俱樂部Shadai Race Hore Co. Ltd.進行馬主募集。
其後交由栗東訓練中心練馬師淺見秀一訓練。

## 競賽生涯

### 3歲
2006年1月29日出戰京都競馬場3歲新馬戰，雖然於比賽途中跑出優秀的末腳速度，但仍然落後於Shirokita Vega取得第二。
其後出戰三場3歲未勝利均表現良好，唯獨皆未能獲得勝利，分別奪得第三、第三及第二。
4月9日出戰第四場3歲未勝利戰，比賽途中保持於中團位置穩步追走，進入直路後把爆發出加速力衝出，最終成功突破之下以1/2馬位優勢取得首勝利。
其後出戰3歲500萬獎金以下條件戰，雖然爲其首次出戰草地賽事，但仍然於其中表現出絕佳的草地適性，最終僅敗於Solid Platinum取得第二。
5月13日出戰夏木立賞，比賽途中選擇居中戰術於第八左右的位置推進，進入直路後不斷衝刺下成功超越前方賽駒，最終拋離對手1馬位取得第二勝。
7月2日出戰日經電台賞，爲其首次出戰分級賽。比賽開始後，其繼續使用拿手的戰術保持於中團位置，進入直路雖然發揮不俗的爆發力，但仍然無法超越一早衝出的玉藻支援，最終以2馬位差距取得第二。
入秋後以神戶新聞盃作爲起動戰，本次比賽一反常態地搶佔位置領放，並一直帶領馬群進入直路。然而進入直路後，其因比賽初段的較快步速而逐漸力弱，最終被網亨通及名將森遜超越下以第三完賽。
10月22日按照計劃出戰菊花賞，由於其目前僅勝出條件戰級別的賽事，因而賽前僅獲得第八人氣。比賽開始後，第三人氣至愛搶前領放，第一人氣名將森遜及第二人氣網路亨通於先頭位置推進，而風之歌則於最後方位置追走。通過第三彎道後，其逐步抽出外檔發力，於第四彎道時候經已進佔中團第八左右的位置。進入直路後，縱然其於過彎時候已開始加速，但仍然有足夠的體力轟出後600米33.5秒的末腳，最終超越前方所有對手下以爆冷的姿態奪得冠軍，亦以3分2.7秒的完賽時間將1998年星雲天空的紀錄推前0.5秒，更將京都競馬場草地3000米賽道的紀錄推前0.1秒。

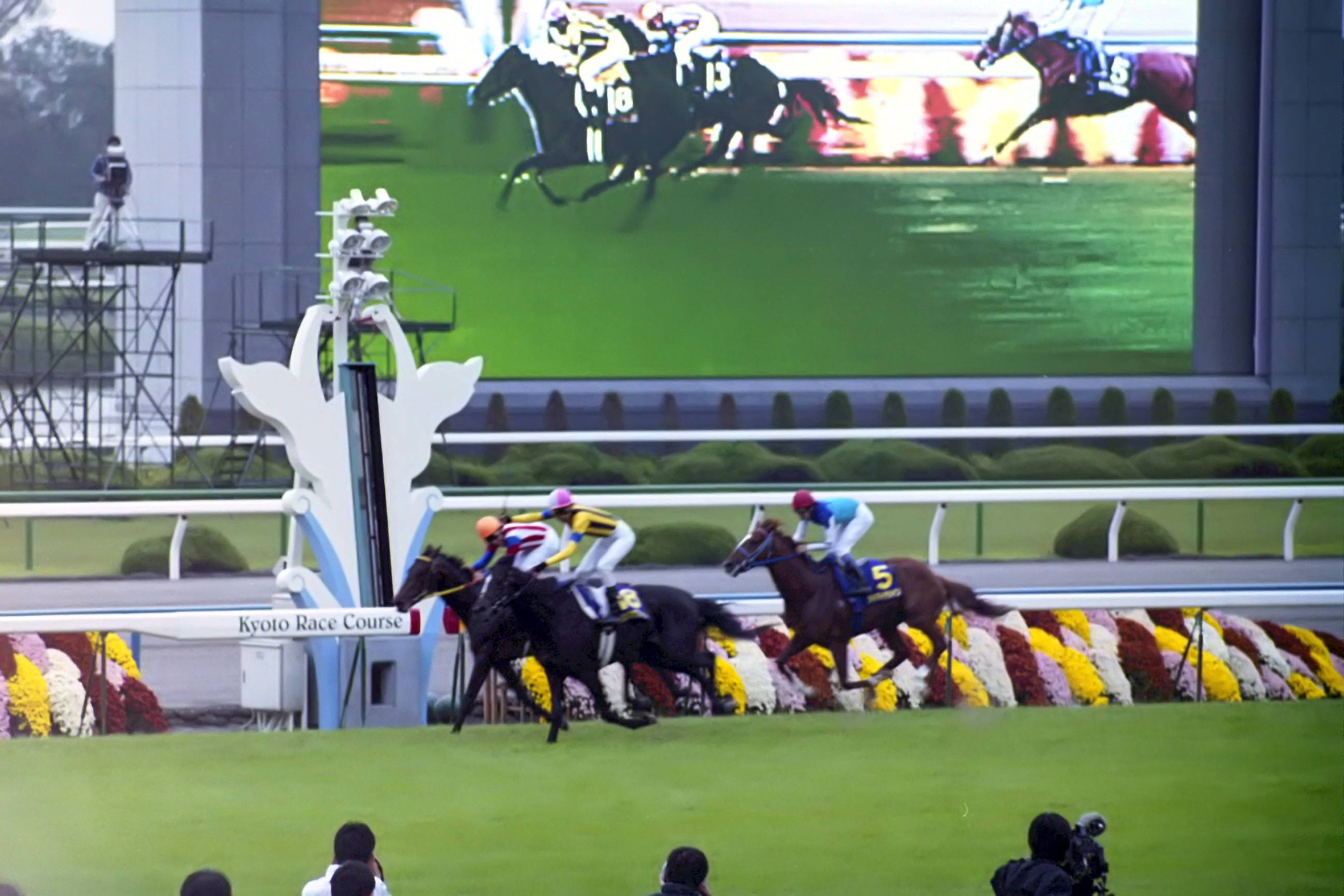
出戰菊花賞的風之歌

其後陣營安排其遠征香港出戰香港瓶，雖然於賽前因長途運輸表現出狀態不佳，但於比賽途中仍然可以發揮堅實的實力，最終跑獲一席第四。
然而賽事翌日，其被香港賽馬會的獸醫發現右腳有受傷的跡象，12月22日回國後經超聲波檢查後確認爲肌腱炎，因而被安排前往放草休養。但於狀態未有好轉下，陣營決定安排其退役，並於2007年1月14日取消日本中央競馬會的賽駒註冊。

### 詳細賽績
| 日期       | 舉辦國家/地區 | 馬場 | 距離   | 級別 | 賽事名稱         | 負重 | 騎師     | 馬號 | 出馬 | 名次 | 時間   | 頭馬（二馬）       |
| ---------- | ------------- | ---- | ------ | ---- | ---------------- | ---- | -------- | ---- | ---- | ---- | ------ | ------------------ |
| 29/1/2006  | 日本          | 京都 | 泥1800 |      | 3歲新馬          | 56   | 武豊     | 5    | 13   | 2    | 1:54.5 | Shirokita Vega     |
| 18/2/2006  | 日本          | 京都 | 泥1800 |      | 3歲未勝利        | 56   | 武豊     | 4    | 16   | 3    | 1:54.3 | Meisho Shaft       |
| 12/3/2006  | 日本          | 阪神 | 泥1800 |      | 3歲未勝利        | 56   | 武豊     | 9    | 14   | 3    | 1:56.4 | Perfect Run        |
| 26/3/2006  | 日本          | 阪神 | 泥1400 |      | 3歲未勝利        | 56   | 武幸四郎 | 3    | 14   | 2    | 1:27.0 | Sammy Desert       |
| 9/4/2006   | 日本          | 中山 | 泥1800 |      | 3歲未勝利        | 56   | 武幸四郎 | 1    | 11   | 1    | 1:57.7 | （Hatano Sting）   |
| 29/4/2006  | 日本          | 京都 | 草1800 |      | 3歲500萬獎金以下 | 56   | 武幸四郎 | 5    | 14   | 2    | 1:48.0 | Solid Platinum     |
| 13/5/2006  | 日本          | 東京 | 草2000 |      | 夏木立賞         | 56   | 北村宏司 | 6    | 13   | 1    | 2:01.7 | （Sakura Majesty） |
| 2/7/2006   | 日本          | 福島 | 草1800 | GIII | 日經電台賞       | 54   | 田中勝春 | 10   | 16   | 2    | 1:50.8 | 玉藻支援           |
| 24/9/2006  | 日本          | 中京 | 草2000 | GII  | 神戶新聞盃       | 56   | 武幸四郎 | 11   | 16   | 3    | 1:58.2 | 網亨通             |
| 22/10/2006 | 日本          | 京都 | 草3000 | GI   | 菊花賞           | 57   | 武幸四郎 | 18   | 18   | 1    | 3:02.7 | （網亨通）         |
| 10/12/2006 | 香港          | 沙田 | 草2400 | GI   | 香港瓶           | 55   | 武幸四郎 | 9    | 10   | 4    | 2:27.3 | 煤礦山             |

## 退役後
退役後，風之歌成為了配種馬，於北海道安平町社台Stallion Station休養，在2007年進行配種，首批子嗣於2008年出生。首批子嗣可於2010年出賽，6月20日經已有中央的子嗣在新馬戰中取勝。
2007年7月13日，其被轉移至北海道新冠町優駿Stallion Station，於來年在此地繼續配種。
2014年12月4日，其由配種馬退役，前方北海道安平町追分牧場以功勞馬身份進行養老生活。但其後考慮其年齡較輕，因而被安排至茨城縣水戶市中島Turnier Stall以乘騎馬身份工作。

## 血統簡介
父系爲美國生產的日本賽駒神鷹，於日本及法國有優異戰績，包括勝出日本盃和聖格盧大賽，以及於凱旋門大賽獲得第二，其後更當選爲日本中央競馬會第30匹殿堂馬，亦被譽爲98黃金世代之一。祖父金滿寶曾三勝一級賽，亦爲近代著名種馬之一。
母系Memorial Summer爲日本賽駒，生涯戰績不佳僅勝出兩場賽事。外祖父週日寧靜是美國三冠賽雙冠馬，退役後在日本配種，在日本馬壇相當成功，贏得多項分級賽事，其子嗣贏得巨額獎金，連續12年成為日本冠軍種馬。

### 血統表
| 父線：金滿寶系（淘金者系）                             |                              |              |                 |
| 種馬 神鷹 1995年（深棗色）                             | 金滿寶 1990年（棗色）        | 淘金者       | Raise a Native  |
| 種馬 神鷹 1995年（深棗色）                             | 金滿寶 1990年（棗色）        | 淘金者       | Gold Digger     |
| 種馬 神鷹 1995年（深棗色）                             | 金滿寶 1990年（棗色）        | Miesque      | 雷利耶夫        |
| 種馬 神鷹 1995年（深棗色）                             | 金滿寶 1990年（棗色）        | Miesque      | Pasadoble       |
| 種馬 神鷹 1995年（深棗色）                             | Saddler's Gal 1989年（棗色） | 鞍匠井       | 北地舞人        |
| 種馬 神鷹 1995年（深棗色）                             | Saddler's Gal 1989年（棗色） | 鞍匠井       | Fairy Bridge    |
| 種馬 神鷹 1995年（深棗色）                             | Saddler's Gal 1989年（棗色） | Glenveagh    | 西雅圖迴旋      |
| 種馬 神鷹 1995年（深棗色）                             | Saddler's Gal 1989年（棗色） | Glenveagh    | Lisadell        |
| 繁殖雌馬 Memorial Summer 1998年（黑色）                | 週日寧靜 1986年（棕色）      | Halo         | Hail to Reason  |
| 繁殖雌馬 Memorial Summer 1998年（黑色）                | 週日寧靜 1986年（棕色）      | Halo         | Cosmah          |
| 繁殖雌馬 Memorial Summer 1998年（黑色）                | 週日寧靜 1986年（棕色）      | Wishing Well | Understanding   |
| 繁殖雌馬 Memorial Summer 1998年（黑色）                | 週日寧靜 1986年（棕色）      | Wishing Well | Mountain Flower |
| 繁殖雌馬 Memorial Summer 1998年（黑色）                | Summer Wine 1990年（深棗色） | 東來兵       | Kampala         |
| 繁殖雌馬 Memorial Summer 1998年（黑色）                | Summer Wine 1990年（深棗色） | 東來兵       | Severn Bridge   |
| 繁殖雌馬 Memorial Summer 1998年（黑色）                | Summer Wine 1990年（深棗色） | Shadai Mine  | Hitting Away    |
| 繁殖雌馬 Memorial Summer 1998年（黑色）                | Summer Wine 1990年（深棗色） | Shadai Mine  | Fancimine       |
| 雌系：號族：9-f                                        |                              |              |                 |
| 五代內近親交配：Special + Lisadell 5×5×4、北地舞人 5×4 |                              |              |                 |

## 命名由來
名字Song of Wind（ソングオブウインド）意思即是「風之歌」，聯想自日本作家村上春樹第一部長篇小說兼成名作《聽風的歌》之名字。

## 外部連結
- 風之歌 netkeiba.com （页面存档备份，存于）
- 血統表 （页面存档备份，存于）